# Holzwolle-Leichtbauplatte
Holzwolle-Leichtbauplatten (auch HWL-Platten genannt) sind Bauplatten, die aus langfaseriger Holzwolle und Bindemitteln auf mineralischer Grundlage bestehen. Zum Einsatz kommen HWL-Platten als verputzbare Dämmplatten im Innen- und Außenbereich. Umgangssprachlich werden sie häufig als „Sauerkrautplatten“ oder „Sauerkohlplatten“ bezeichnet. Markennamen – teilweise historisch – sind u. a. Ceban, Erulit, Fibrolith, Frankotekt, Hapec, Hapri, Heraklith, Hincolith, Klimalit, Lenzolith, Lignolith und Saalith.
Wegen des Begriffes „Wolle“ werden sie von Laien gelegentlich mit den deutlich stärker Wärme dämmenden, jedoch ohne mineralische Bindemittel und völlig anders aufgebauten Holzfaserdämmplatten verwechselt.

## Geschichte
HWL-Platten wurden bereits seit 1938 in der DIN 1101 genormt und gehören damit zu den ältesten technisch hergestellten Dämmstoffen aus nachwachsenden Rohstoffen. Die Norm wurde im März 2007 zurückgezogen und durch die Europäische Norm EN 13168 und die DIN-Norm DIN V 4108-10 ersetzt.

## Materialien und Herstellung
Für HWL-Platten und auch für Holzwollschichten in Verbundplatten werden Nadelhölzer, vor allem Fichte und Kiefer, sowie Zement oder kaustisch gebrannter Magnesit (Magnesiumoxid, Sorelzement) als Bindemittel verwendet. Mit Magnesit gebundene Platten erkennt man an der beigen Farbe, Produkte mit Grau-Zement als Bindemittel haben dagegen einen grauen Farbton. Verwendet wird auch Weißzement, um den Naturton des Holzes zu erhalten.
Nach einer Trocknung der Hölzer werden diese in Holzwollemaschinen langfaserig gehobelt. Danach werden die Fasern in einem Mischer mit dem Bindemittel aus kaustisch gebranntem Magnesit oder Zement vermischt. Anschließend wird diese Rohmasse in einen Einlegeformstrang geleitet, um dann je nach Plattenformat und -dicke geformt zu werden.
Nach der Vorpressung wird das Material durch eine Säge zwischen den einzelnen Formen getrennt. Die gefüllten Formen werden daraufhin gestapelt, noch einmal stapelweise gepresst und belastet, so dass Form auf Form bündig liegt. Nach der Trocknungszeit werden die Plattenstapel ausgeschalt, nochmals getrocknet und auf das benötigte Maß zugeschnitten.
Die Herstellung erfolgt gemäß EN 13168.

## Eigenschaften und Anwendungen

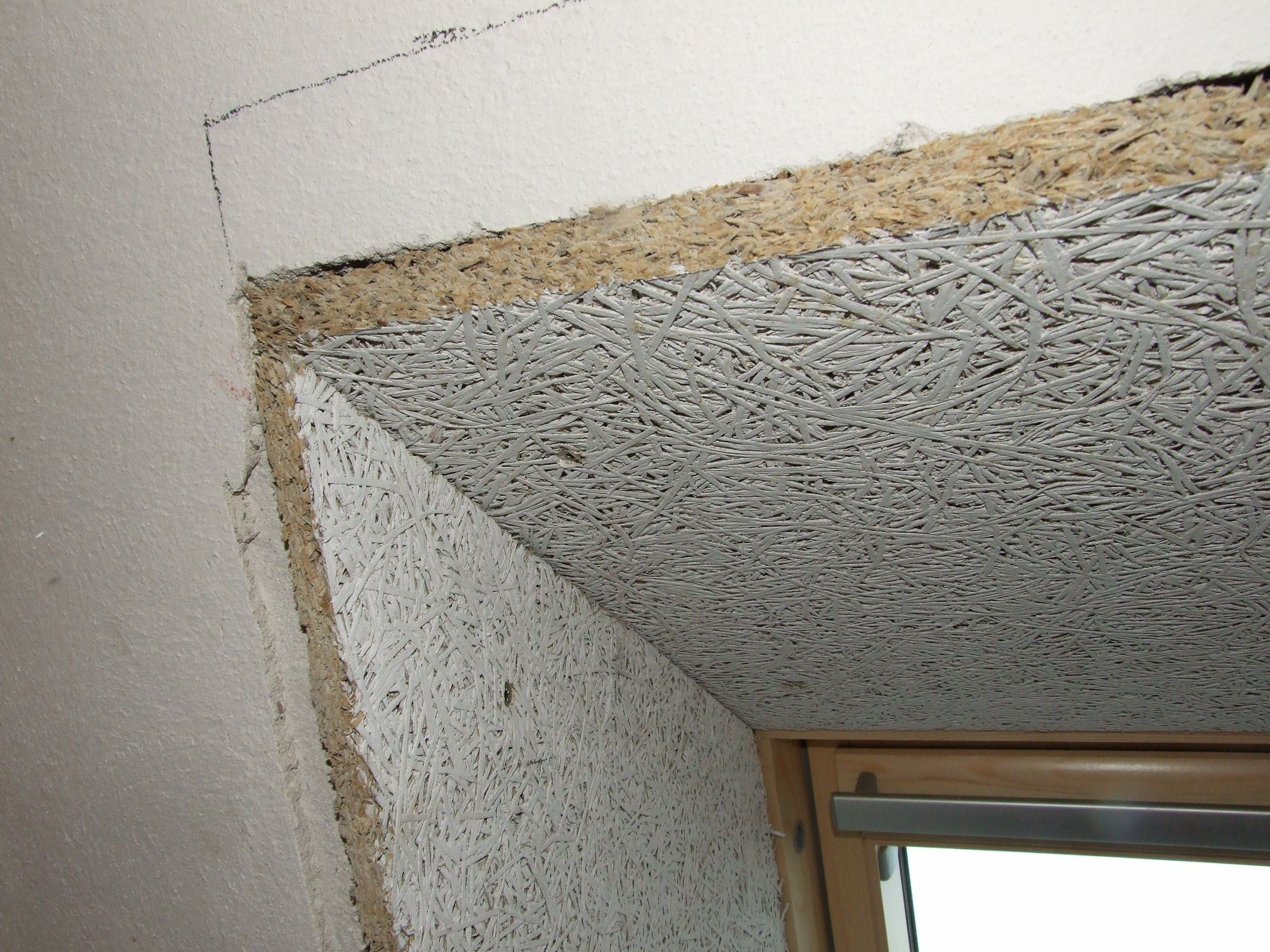
Holzwolle-Leichtbauplatte als Fensterlaibung

Holzwolle-Leichtbauplatten sind formstabil und sehr fest. Ihre Fähigkeit zur Wärmedämmung ist gering (0,093 W/(m·K) gegenüber ca. 0,04 W/(m·K) bei Standard-Dämmstoffen), die Wärmekapazität und damit der sommerliche Wärmeschutz dagegen hoch. Weitere Stärken der Holzwolle-Leichtbauplatte sind eine gute Schalldämmung (verputzt) bzw. Schallabsorption (unverputzt) und Feuchte-Regulierungsfähigkeit.
Sie gelten als schwer entflammbar (Brandschutzklasse B1). Verwendet werden HW-Platten vor allem als Putzträger bei Decken- oder Dachuntersicht sowie als Akustikplatten zur Schalldämmung. Im Mauerwerks- und Betonbau werden sie zur Dämmung gut wärmeleitender Bauteile, als Putzträger und Akustikplatte genutzt, im Holzbau als Putzträger oder zur Beplankung im Innen- oder Außenbereich.

## Mehrschicht-Leichtbauplatte
Die Mehrschicht-Leichtbauplatte (ML-Platte) ist eine Kombination der Holzwolle-Leichtbauplatte mit Hartschaum (HS-ML-Platten) oder Mineralfaser (Min-ML-Platte) als Dämmstoff. Entsprechend der höheren Dämmwirkung der mineralischen bzw. synthetischen Dämmstoffe werden so bis zu doppelt so hohe Dämmwerte erreicht wie bei der reinen Holzwolle-Leichtbauplatte.
Die Platten werden dreilagig oder zweilagig angeboten. Bei dreilagigem Aufbau wird die zusätzliche Dämmschicht zwischen den zwei Deckschichten aus mineralisch gebundener Holzwolle eingebettet. Dabei besteht die Hartschaumschicht aus Polystyrol-Partikelschaum, bei Einsatz einer Mineralfaserschicht sind die Fasern senkrecht zur Plattenfläche angeordnet. Die Stärke der Holzwolleschichten beträgt mindestens 5 mm.
Bei der Herstellung der ML-Platte wird bei der Formgebung ein Holzwolle-Bindemittel-Vlies in den Formstrang gestreut. Danach wird zwischen zwei Rohgutschächten über eine Mehrschichtenanlage die vorgefertigte Polystyrol-Partikelschaum- oder Mineralfaserplatte zugeführt. Für die ML-Dreischichtplatte wird anschließend über den zweiten Rohgutschacht das obere Holzwolle-Bindemittel-Vlies aufgebracht.
Im Gegensatz zu reinen Holzwolle-Leichtbauplatten ist die Entsorgung der ML-Platten aufwändiger, da die Verbundplatten kaum deponiert werden können.

## Gefahren und Arbeitsschutz
Bei der Bearbeitung der Holzwolle-Leichtbauplatten können Stäube entstehen, die sowohl Holzbestandteile, als auch mineralische Bestandteile enthalten. Daher sind aus arbeitsschutzrechtlicher Sicht die TRGS 553 (Holzstaub) und die TRGS 900 (Arbeitsplatzgrenzwerte) zu beachten. In Einzelfällen konnten stark erhöhte PAK-Gehalte gemessen werden. Der Grund hierfür ist unbekannt, vermutet wird, dass ausgemusterte Eisenbahnschwellen bei der Herstellung verwendet wurden. Aus Holzschutzgründen wurden diese standardmäßig mit Carbolineum behandelt. Die Anwendung dieses Holzschutzmittels wurde erst 1991 stark eingeschränkt. Bei erhöhten PAK-Gehalten hat die TRGS 551 Anwendung zu finden.